# Tetraleurodes chivela
Tetraleurodes chivela là một loài côn trùng cánh nửa trong họ Aleyrodidae, phân họ Aleyrodinae.
Tetraleurodes chivela được Nakahara miêu tả khoa học đầu tiên năm 1995.